# Abbaye de Wauthier-Braine
L'abbaye de Wauthier-Braine (Notre-Dame de Braine) est une ancienne abbaye de femmes de l'ordre de Cîteaux située à Wauthier-Braine dans le Brabant wallon (Belgique). 
Fondée en 1231, l'abbaye fut pillée par les troupes révolutionnaires françaises en 1794. Le bâtiment servit ensuite de filature de coton avant d'être rasé au milieu du XXe siècle. 
Il n'en subsiste que le fronton armoiré et des éléments de caves non visibles en terrain privé.

## Historique

### Fondation et premières années
Fondée vers 1231par trois sœurs (Beatrix, Ode et Ida) sous l'autorité de l'Abbaye de Clairvaux et dotée de l'héritage familial de ses fondatrices, elle reçut rapidement le soutien du duc de Brabant, qui lui céda entre autres ses droits sur la dîme du village (1232). Le monastère fut incorporé à l'Ordre cistercien en 1234. D'autres dotations et privilèges laïcs et ecclésiastiques permettront de le financer.

### Croissance et difficultés
L’abbaye entre en possession de nombreux biens alentour (notamment la ferme de Court-Au-Bois, des  bois, des terres, le moulin sur le Hain). Elle exerçe également des droits de basse et moyenne justice après 1280, suite à l’acquisition de la seigneurie des frères Walter, Siger et Jacques de Braine.
Un incendie ravage les bâtiments en 1576 et les religieuses sont forcées de se disperser à cause des pillages, dans un contexte de guerres de religion. Ce n'est qu'au début du XVIIe siècle que les bâtiments sont reconstruits.
Lors de la visite canonique faite en 1717 par Jacques Hache, abbé de Villers, il s'y trouve  25 religieuses de chœur, onze converses et une postulante, avec Agnès Ranlez comme abbesse.
Des rapports manuscrits des huit autres visites faites jusqu'en 1734 par l'abbé de Villers soulignent la stabilité de la communauté et la bonne tenue du monastère. Cependant, l'abbaye fait face à des difficultés financières croissantes tout au long du XVIIIe siècle. Elle emprunte des sommes considérables pour moderniser ses infrastructures.

### Destruction et conversion industrielle
L’abbaye est entièrement pillée et ses religieuses expulsées à l'arrivée des révolutionnaires français en 1794. On offre des bons nationaux aux 24 religieuses qui, sauf deux, les refusent.  
L'abbaye est officiellement supprimée le 6 vendémiaire an V (septembre 1796). Les bâtiments sont vendus, l'église est démolie et seule une partie de l’ancien complexe (logis, ailes en retour, caves voûtées) subsiste. Les bâtiments sont restaurés en briques, couverts d'ardoises et sont convertis en filature de coton en 1826.  
Le dernier bâtiment disparait en 1941 avec la cessation des activités de la filature.

### Vestiges
Il ne subsiste de l'abbaye que des caves du XVIIIe siècle en briques, dont les travées voûtées sont posées sur des piliers maçonnés de matériaux variés. Ces caves sont situées en terrain privé sous le n° 6 de la rue de l'Abbaye de Cîteaux.
Le fronton armoiré daté de 1763 a été préservé et est exposé derrière l'église du village depuis décembre 2000.

## Liste des abbesses
(...)
- 1714-1732: Agnès Ranlez
- 1732-? : Madeleine de Kessel

(...)